# Direito incorpóreo
Direito incorpóreo é um conjunto de leis e disposições que regulam as relações entre pessoas, compondo conflitos sociais em relação aos bens que não tem corpo (corpus mechanicum), imateriais, impalpáveis, chamados bens incorpóreos.

## Bens incorpóreos
São aqueles que só têm existência em face da atividade intelectual e inventiva do homem e estão previstos em lei, como o ponto comercial e o direito autoral (criação intelectual). Não têm existência concreta.
Referem-se a entidades abstratas, que, embora possam ser objeto de direito, e deles se possam sentir os resultados, não possuem qualquer materialidade em que se possa tocar ou apalpar, ou que se possa sentir ou ver. São bens de existência imaterial, impalpáveis e invisíveis.
Os bens incorpóreos são juridicamente representados pelos direitos, pelas obrigações e pelas ações.